# تخمک
تُخمَک یا مامه یا اُووم (به انگلیسی: Egg cell یا Ovum)، یاخته‌ای است که پس از ترکیب با زامه (sperm) هستهٔ نخستین یاختۀ زاگ (zygote) را تشکیل می‌دهد.
در جانوران تولید مثل جنسی به وسیلهٔ یاخته‌های ویژه‌ای صورت می‌گیرد که نشانهٔ دو جنس گوناگونند. این یاخته‌ها گامت نام دارند و توسط اندام‌های ویژه یا غده‌های جنسی به وجود می‌آیند و از یکی شدن و ترکیب دو گامت نر و ماده (لقاح اسپرم و تخمک)، فرد جدیدی که تمام ویژگی‌های زندگانی را دربردارد، پدید می‌آید. جانداری که سازندهٔ اسپرم است، جاندار نر و سازندهٔ تخمک را جاندار ماده می‌گویند.
تخمک انسان، یاختۀ نسبتاً بزرگی به‌شمار می‌آید و به دلیل داشتن انباشته شدن مواد غذایی فراوان در آن، حدود ۰/۱ میلی‌متر قطر دارد و به همین دلیل، می‌توان آن را با چشم غیرمسلح دید. در سطح تخمک هر نوع جانور، پادگن‌های ویژه‌ای وجود دارد که معمولاً فقط با اسپرم همان گونهٔ جانور توانایی آمیزش دارد. استثناهای جالبی پیرامون این موضوع وجود دارند که از جمله آنها، می‌توان به لقاح گامت‌های خر و اسب و ایجاد جاندار نازایی به نام قاطر اشاره کرد.
در طول یک دورهٔ ماهیانه، یک بار تخمک گذاری رخ می‌دهد و ۴ تا ۵ روز احتمال بارداری برای زن وجود دارد.
هنگامی که دختری زاده می‌شود، تخمک فرزندی را که در آینده قرار است بزاید در تخمدان خود دارد.

## بارورش

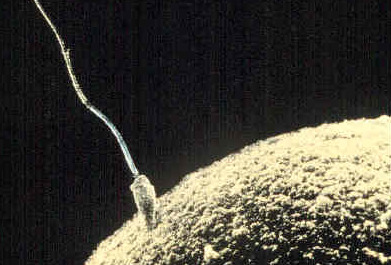
سلول اسپرم به تخمک.

تخمک‌گذاری بخشی از چرخهٔ قاعدگی ماهانهٔ یک زن سالم است و معمولاً در میانه‌های این چرخه، عادت ماهانه رخ می‌دهد. تخمک‌گذاری به آزاد شدن اووسیت ثانویه و در دسترس قرار گرفتن آن برای بارورسازی گفته می‌شود. هنگامی که یک دختر زاییده می‌شود، تخمدان‌هایش دارای میلیون‌ها تخمک نابالغ است. به‌طور معمول در هر ماه تنها یک تخمک، بالغ و رها می‌شود.
به محض اتصال یک اسپرم به تخمک، دیگر تخمک در واقع بارور شده و زن آبستن می‌شود و در این مرحله سازوکاری را اجرا می‌کند که باعث می‌شود دیگر هیچ اسپرمی توانایی نفوذ به تخمک را پیدا نکند.
به این صورت که با آغاز آبستنی تخمک بارورشده، یک مادهٔ خلطی‌شکل را به نام زونا پلوسیدا (به انگلیسی:Zona pellucida)، که بسیار هم محکم است، پیرامون خود تولید می‌کند و به این طریق از ورود دیگر اسپرم‌ها به درون تخمک جلوگیری می‌نماید. البته در صورت ورود موفقیت‌آمیز دست کم یک اسپرم دیگر به یاختۀ زاگ موردنظر، اختلال پُراسپرمی پدید می‌آید.
در این هنگام است که تخمک وارد رحم شده و آغاز به رشد می‌کند. البته گاهی هم به دلیل چسبندگی لولهٔ رحمی تخمک وارد رحم نمی‌شود و همان‌جا آغاز به رشد می‌کند که در این صورت وضعیت خطرناکی را پیش می‌آورد.
یاخته‌ای که از پیوند تخمک و اسپرم پدید می‌آید، یاختۀ زاگ نام دارد. در عرض ۲ روز پس از بارداری، تخم سفر خود را از طریق لولهٔ حمل تخمک به سمت رحم آغاز می‌کند که این امر با فعالیت ماهیچه‌های دیوارهٔ لوله میسر می‌شود. در همین زمان، زاگ خود را چندین بار تقسیم می‌کند تا گروهی از یاخته‌ها به نام مورولا حاصل شود. پس از ۵ تا ۷ روز، این مجموعهٔ یاخته به رحم می‌رسد. این مجموعه خود را به صورت امنی در سطح داخلی رحم جای می‌دهد و به رشد و نمو خود ادامه می‌دهد.